# Christine Montalbetti
Christine Montalbetti est une femme de lettres française née en 1965 au Havre.

## Biographie
Ancienne élève de l'École normale supérieure de jeunes filles (promotion 1985), puis de l'École normale supérieure, elle est maître de conférences en littérature française à l'université Paris-VIII après avoir occupé cette fonction à l'université de Rennes 2 à partir de 1994. 
Certaines de ses œuvres, dont Western (2005) et Journée américaine (2009), ont été qualifiées de « romans cinéphiles ».

## Œuvres

### Romans
- Sa fable achevée, Simon sort dans la bruine, 2001
- L'Origine de l'homme, 2002, à propos de Jacques Boucher de Perthes
- Western, 2005
- Journée américaine, 2009
- L'Évaporation de l'oncle, 2011
- Love Hotel, 2013
- Plus rien que les vagues et le vent, 2014 - Prix Franz Hessel 2014[3]
- La vie est faite de ces toutes petites choses, 2016
- Trouville Casino, 2018
  - Un faits divers réel du 25 août 2011, le braquage du Casino de Trouville-sur-Mer par un homme de 75 ans, revisité[4], dans un récit à la deuxième personne (tu)...
- Mon ancêtre Poisson, P.O.L, 2019
- Ce que c’est qu’une existence, P.O.L, 2021, 378 p. (ISBN 978-2-8180-5133-7)

### Théâtre
- Le Cas Jekyll, 2010
- Le Bruiteur, 2017
- La Conférence des objets, P.O.L., 2020, prix Emile Augier de l'Académie française.

### Récits
- Expérience de la campagne, 2005

### Nouvelles
- Nouvelles sur le sentiment amoureux, 2007
- Petits déjeuners avec quelques écrivains célèbres, 2008

### Textes et photographies
- En écrivant « Journée américaine », 2009

### Catalogue d'artiste
- L’escapade. Carnet de voyage d’un photon, in Beautifuldays, catalogue de l’exposition de Jean-Marc Bustamante, Kunsthaus Bregenz, 2006
  - (de) Die Eskapade. Trad. de Sonja Finck, catalogue de l’exposition, version allemande

### Autres
- Images du lecteur dans les textes romanesques, 1992.
- La Digression dans le récit, 1994.
- « Paradoxe sur le comédien », Diderot, 1994.
- Le Voyage, le monde et la bibliothèque, 1997.
- Gérard Genette, une poétique ouverte, 1998.
- Chateaubriand, la fabrique du texte, 1999.
- La Fiction, 2001
- Le Personnage, 2003
- Le Bonheur de la littérature : mélanges pour Béatrice Didier (dir.), 2005.